# 高橋崇
高橋 崇（たかはし たかし、1929年8月13日 - 2014年7月29日）は、日本の歴史学者。専門は日本古代史。
静岡県生まれ。1953年、東北大学文学部国史学科卒業。1963年、「律令官人給与制度の研究」で東北大学文学博士。弘前大学講師、東北大学教養部助教授、岩手大学教授を歴任。

## 著書
- 『坂上田村麻呂』吉川弘文館 人物叢書（1959年）
- 『日本の武将 藤原秀衡』人物往来社（1966年）
- 『律令官人給与制の研究』吉川弘文館（1970年）
- 『蝦夷 古代東北人の歴史』中公新書（1986年）
- 『蝦夷の末裔 前九年・後三年の役の実像』中公新書（1991年）
- 『律令国家東北史の研究』吉川弘文館（1991年）
- 『藤原秀衡 奥州藤原氏の栄光』新人物往来社（1993年）
- 『古代東北と柵戸』吉川弘文館（1996年）
- 『藤原氏物語 栄華の謎を解く』新人物往来社（1998年）
- 『奥州藤原氏 平泉の栄華百年』中公新書（2002年）

### 編集
- 『古代の地方史 第6巻 奥羽編』編集 朝倉書店（1978年）

## 注
1. ↑  『著作権台帳』
2. ↑  『奥州藤原氏』中公新書、著者紹介